# چارلز مورتون فوربس
چارلز مورتون فوربس (انگلیسی: Charles Forbes; ۲۲ نوامبر ۱۸۸۰ – ۲۸ اوت ۱۹۶۰) فرد نظامی اهل بریتانیا بود. وی همچنین برندهٔ جوایزی همچون نشان حمام شده‌است.